# Light Me Up
A Light Me Up (magyarul: Gyújts fel!) az lengyel Gromee és a svéd Lukas Meijer dala, mellyel Lengyelországot képviselték a 2018-as Eurovíziós Dalfesztiválon Lisszabonban. A dal a 2018. március 3-án rendezett lengyel nemzeti döntőben nyerte el az eurovíziós indulás jogát.

## Videoklip
A dalhoz tartozó videoklipet Barcelonában forgatták.

## Eurovíziós Dalfesztivál
A dalt az Eurovíziós Dalfesztiválon a május 10-i második elődöntőben adták elő, fellépési sorrendben tizenegyedikként a Grúziát képviselő Ethno-Jazz Band Iriao For You című dala után és a Máltát képviselő Christabelle Taboo című dala előtt. Az elődöntőben a tizennegyedik helyen végeztek, így nem jutottak tovább a május 12-i döntőbe.
A következő lengyel induló a Tulia Fire of Love (Pali się) című dala volt a 2019-es Eurovíziós Dalfesztiválon.

## Toplisták
2018 áprilisában a Light Me Up az első helyezést érte el lengyel rádiós lejátszási listákon, és sorozatban négy hétig az élen maradt, ezzel az addigi legsikeresebb lengyel eurovíziós induló lett ezen a listán. A dalt Csehországban, Szlovákiában és Oroszországban is bemutatták néhány héttel az eurovíziós fellépés előtt.